# 史魁恩 (华盛顿州)
史魁恩（英文：Sequim，i/ˈskwɪm/），是美国华盛顿州克拉勒姆县下属的一座城市。根据 2000年美国人口普查，该市有人口4,334人。根据2010年美国人口普查，该市有人口6,606人。而2011年估计该市有6,645人。史魁恩位在鄧傑內斯河岸，靠近奥林匹克山脉的山腳。近年來，許多普吉特海湾地區和加州的退休人士湧入此市，導致人口快速增長。
史魁恩位在奥林匹克山脉的雨影區，平均年雨量少於380毫米——大概跟洛杉磯差不多。但此市卻非常靠近美國本土中最潮濕的一些溫帶雨林。這種異常的氣候有時被稱作史魁恩的藍洞。從胡安·德·富卡海峡吹來的霧和涼風讓史魁恩比預期的還要潮濕，有些地方甚至還有茂盛的森林，長滿了黃杉和北美乔柏。欧洲大叶杨、美国赤杨、大葉楓和扭叶松也在此處生長。歷史上，這裡大部分區域曾是一片開闊的草原，橡樹點綴其間，有著排水良好的的沙石壤土，但隨著鄧傑內斯谷的農業開發，此地的生態系統已經改變了。史魁恩底下的大部分土壤被分類到「史魁恩土」，是為西華盛頓州少數的黑土（页面存档备份，存于），而它的高鹼鹽飽和度——黑土的主要特微——肇因於低年雨量造成的極低的鹼鹽滲出率。
此市與週遭的地區以薰衣草的商業性種植而聞名，歸功於此地獨特的氣候。這讓此地有著「北美薰衣草之都」的名號，只與法國相匹敵。此地也以邓杰内斯蟹而聞名。
史魁恩的英語發音只有一個音節，讀作 "skwim"，e不發音。名字來自克拉勒姆語。這個詞可以有許多不同的發音，意思為「原因、所在」、「打獵」和「去」，可翻譯成「去打獵的地方」，因為此地區有豐富的馬鹿和野禽資源。有些研究認為這個詞是南克拉勒姆語中「平靜的水」的意思，歸因於此地平靜的環境。

## 姐妹市
史魁恩的姐妹市為日本兵庫縣宍粟市，兩市間有交換學生計劃，由史魁恩高中（页面存档备份，存于）和史魁恩中學（页面存档备份，存于）策劃。

## 外部連結
- （英文） 史魁恩氣象站（页面存档备份，存于）
- （英文） 史魁恩氣象即時影像
- （英文） 史魁恩即時影像
- （英文） 北奧林匹克線上圖書館（页面存档备份，存于）
- （英文） 史魁恩旅遊資訊網（页面存档备份，存于）
- （英文） 史魁恩官方網站（页面存档备份，存于）
- （英文） 史魁恩高中（页面存档备份，存于）
- （英文） 史魁恩中學（页面存档备份，存于）
- （英文）